# حبيب حياتي (فلم)
حبيب حياتي هو فيلم مصري عرض عام 1958، بطولة صباح وأحمد رمزي وعبد السلام النابلسي، ومن إخراج نيازي مصطفى.

## قصة الفيلم
يرث (ممدوح) عن والده ثروة كبيرة يبددها على النوادي الليلية، فيوشك على الإفلاس والانهيار، لكن وفاء سكرتيره الخاص انقذه من مصير التشرد التي كانت تدخرها لنفسها، فيصرفها عليه. يحاول أن يعمل بالسينما، ويبيع خاتمه الثمين ويشتري سيارة أجرة ليعمل عليها وأن يبدأ حياته من جديد.

## طاقم التمثيل
- صباح: (نادية)
- أحمد رمزي: (أحمد رضوان)
- عبد السلام النابلسي: (ممدوح)
- حسن فايق: (رضوان حمدي)
- زينات صدقي: (جميلة)
- حسن حامد: (مدحت - البلطجي)
- ناهد شريف: (فتحية رضوان)
- راوية: (راقصة صديقة مدحت)
- بدر نوفل: (سائق التاكسي)
- أحمد لوكسر: (فتحي - المخرج)
- سامية رشدي: (راكبة بالتاكسي)
- حسن الدويني: (زوج راكبة التاكسي)
- عبد المنعم إسماعيل: (من المتقاضين)
- محمد صبيح: (من المتقاضين)
- مطاوع عويس: (من أهل الحارة)
- عبد المنعم بسيوني: (جرسون الكباريه)
- إبراهيم حشمت: (إبراهيم حلمي - المحامي)
- محمد الحلو: (من عصابة مدحت)
- علي المعاون: (من المتقاضين)
- مختار السيد: (عضو النادي)
- علي كامل

## فريق العمل
- إخراج: نيازي مصطفى
- قصة: عبد السلام النابلسي
- سيناريو وحوار: عبد العزيز سلام
- مدير التصوير: وحيد فريد
- مونتاج: جلال مصطفى
- إنتاج: أفلام عبد السلام النابلسي
- توزيع: أفلام مصر الجديدة

## أغاني الفيلم
غنوا كتير للسمر
- تأليف: عبد العزيز سلام، ألحان: محمد فوزي

ياما
- تأليف: زين شعيب، ألحان: محمد محسن

فايت على بيتنا
- تأليف: مرسي جميل عزيز، ألحان: محمد الموجي